# Premiul Satellite
Premiile Satellite sunt premii acordate anual de către Academia Internațională de Presă producțiilor cinematografice și de televiziune. Premiul este acordat anual din 1996. Ediția a 16-a a Premiilor Satellite a avut loc pe 18 decembrie 2011 la Beverly Hills Hotel. Premiile au fost cunoscute inițial sub numele de Golden Satellite Awards. Începând cu anul 2011, categoriile Cel mai bun film - Dramă și Cel mai bun film - Muzical sau Comedie se comasează într-o singură categorie: Cel mai bun film. De asemenea, categoriile Cel mai bun actor - Dramă și Cel mai bun actor - Muzical sau Comedie se comasează în Cel mai bun actor iar Cea mai bună actriță - Dramă și Cea mai bună actriță - Muzical sau Comedie în Cea mai bună actriță.

## Categorii

### Film
- Cel mai bun actor (2011 - prezent)
- Cea mai bună actriță (2011 - prezent)
- Cel mai bun film de animație sau mixt
- Cele mai bune decoruri
- Cea mai bună distribuție (2004 - prezent)
- Cea mai bună imagine
- Cele mai bune costume
- Cel mai bun regizor
- Cel mai bun documentar
- Cel mai bun montaj
- Cel mai bun film (2011 - prezent)
- Cel mai bun film străin
- Cea mai bună coloană sonoră
- Cea mai bună melodie originală
- Cel mai bun scenariu adaptat
- Cel mai bun scenariu original
- Cel mai bun sunet (1999 - prezent)
- Cel mai bun actor în rol secundar (2006 - prezent)
- Cea mai buna actrita in rol secundar (2006 - prezent)
- Cele mai bune efecte vizuale

### Televiziune
- Cel mai bun actor - Serial Dramatic
- Cel mai bun actor - Serial Muzical sau Comedie
- Cel mai bun actor - Miniserie sau Film TV
- Cea mai bună actriță - Serial Dramatic
- Cea mai bună actriță - Serial Muzical sau Comedie
- Cea mai bună actriță - Miniserie sau Film TV
- Cea mai bună distribuție (2005 - prezent)
- Cel mai bun serial - Dramă
- Cel mai bun serial - Muzical sau Comedie
- Cea mai bună miniserie (1998 - prezent)
- Cel mai bun film TV (1998 - prezent)
- Cel mai bun actor în rol secundar
- Cea mai bună actriță în rol secundar
- Cea mai bună miniserie sau Film TV (1996-1998, 2011–prezent)

## Categorii retrase
- Cel mai bun actor în rol secundar - Dramă (1996 - 2005)
- Cel mai bun actor în rol secundar - Muzical sau Comedie (1996-2005)
- Cea mai bună actriță în rol secundar - Dramă (1996 - 2005)
- Cea mai bună actriță în rol secundar - Muzical sau Comedie (1996 - 2005)
- Cel mai bun film - Dramă (1996 - 2010)
- Cel mai bun film - Muzical sau Comedie (1996 - 2010)
- Cel mai bun actor - Dramă (1996 - 2010)
- Cel mai bun actor - Muzical sau Comedie (1996 - 2010)
- Cea mai bună actriță - Dramă (1996 - 2010)
- Cea mai bună actriță - Muzical sau Comedie (1996 - 2010)